# Старинная сонатная форма
Старинная сонатная форма — музыкальная форма, основанная на тональном различии главной партии и побочно-заключительной группы в экспозиции и транспозиции побочно-заключительной группы в главную тональность в репризе.
От классической сонатной формы она отличается меньшей интенсивностью развития и структурной невыработанностью партий. Как правило, побочный раздел не имеет своей выраженной темы и противопоставляется главному только тонально. Кроме того, разработка не выделена в самостоятельный раздел и не играет определяющей роли для формы. Нет драматургических контрастов и конфликтного противопоставления образов. Это доказывает, что связь старинной сонатной формы с классической только структурная, а классическая сонатная форма — принципиально новое явление в истории музыки.
Форма сформировалась и применялась в эпоху барокко. Позже она стала неактуальна и применялась исключительно в стилизациях.

## Классификация
Выделяют 3 аспекта в классификации старинной сонатной формы:
- По преобладающему складу:

1. Старинная сонатная форма полифонического склада (типа развёртывания).
2. Старинная сонатная форма гомофонного склада (предклассическая сонатная форма).

- По количеству тем:

1. Однотемная.
2. Многотемная.

- По количеству частей формы:

1. Двучастная.
2. Трёхчастная.

## Старинная сонатная форма (типа развёртывания)
Этот тип формы в основных чертах схож с малыми формами эпохи барокко (двухчастной или трёхчастной) типа развёртывания. Ему также присущи тематическая однородность и отсутствие жёсткой метрики, позволяющая создавать протяжённые построения без метрических ограничений.
Отличие от малых форм состоит в том, что в старинной сонатной форме имеет место большая и чётко выраженная доминантовая зона в конце первой части (в малых формах она была представлена только каденцией). При этом старинная сонатная форма остаётся близкой малым формам, что подтверждается общей областью применения (прелюдии, танцы из сюит, арии).
Известны две разновидности этой формы: 2- и 3-частная (соответствующие простым 2- и 3-частной формам эпохи барокко).

## Предклассическая сонатная форма
Она уже принципиально отличается от барочных малых форм и стоит ближе к классической сонатной форме. Здесь чётче выражены функции разделов, тематизм более определён, метрика ориентирована на квадратность, формируется разработочное развитие. При этом формы ещё часто двухчастны и однотемны.
Разрыв связи с малыми формами барокко подтверждается различием области применения — предклассическая сонатная форма не применяется в танцах из сюит и связана преимущественно с жанром сонаты.
Формировалась она в основном в творчестве итальянских композиторов — Д. Скарлатти, Б. Галуппи, Д. Тартини и других.